# Palaeosiccia punctata
Palaeosiccia punctata är en fjärilsart som beskrevs av George Francis Hampson 1900. Palaeosiccia punctata ingår i släktet Palaeosiccia och familjen björnspinnare. Inga underarter finns listade i Catalogue of Life.